# 최옥실
최옥실(1974년 1월 29일~)은 조선민주주의인민공화국의 양궁 선수이다. 2000년 하계 올림픽 단체전 및 2015년 세계 양궁 선수권 대회 개인전과 단체전에 조선민주주의인민공화국 대표 선수로 참가했다.